# Tvillingderbyt

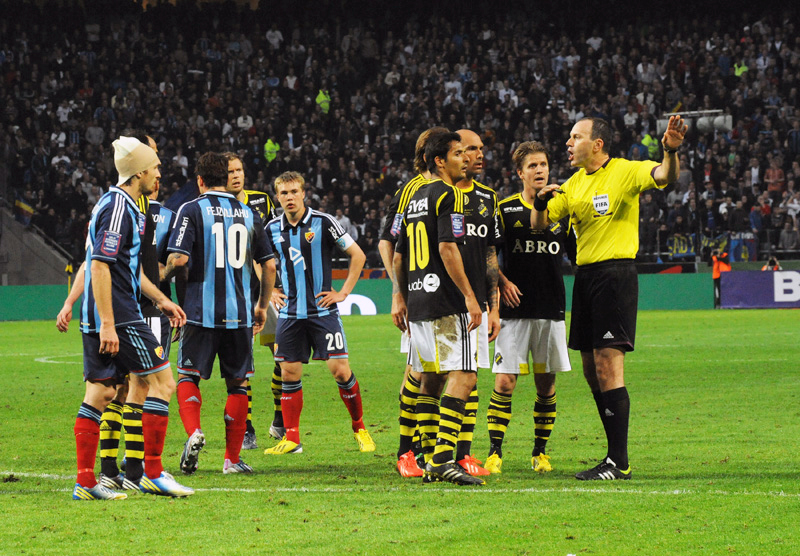
Derbi entre AIK y Djurgården en 2013.

Tvillingderbyt (literalmente del sueco: «derbi de los gemelos») es el nombre que recibe el partido de fútbol y rivalidad entre el AIK Fotboll y el Djurgårdens IF, los dos clubes más grandes de Estocolmo, Suecia. Ambos equipos se fundaron en la capital sueca en 1891, con solo tres semanas de diferencia. La sección de fútbol del AIK data de 1896, mientras que Djurgårdens IF Fotboll comenzó en 1899. El primer partido de fútbol entre ellos se jugó el 16 de julio de 1899 en Svea Lifgardes IP y resultó en una victoria por 2-1 para el AIK.

## Contexto de la rivalidad
El partido entre AIK y Djurgården generalmente se considera el derbi más importante en Suecia. Es una verdadera archirrivalidad entre los dos clubes más exitosos de Estocolmo, ya que ambos equipos que han ganado un total de once campeonatos de Suecia cada uno, así como ocho y cuatro Copas de Suecia, respectivamente.
Ambos clubes se fundaron en 1891, con solo tres semanas de diferencia. Por lo tanto, el derbi se conoce como Tvillingderbyt («derbi de los gemelos»). Este partido se enumera a menudo entre los derbis más feroces del mundo. Desde 1891, se han disputado 231 partidos en todas las competiciones con 87 triunfos del AIK y 82 victorias del Djurgården.
Ambos clubes tienen una gran cantidad de aficionados en todo Estocolmo. Hay una especie de división geográfica; Djurgården suele ocupar el distrito de Östermalm, la parte oriental del centro de la ciudad de Estocolmo, su corazón; mientras que el AIK tiene una gran concentración de aficionados en el noroeste, aproximadamente a lo largo de la línea azul del metro (ambos clubes también mantienen una rivalidad urbana con el Hammarby IF, el otro equipo de la capital, cuya fortaleza es el distrito de Södermalm, la parte sur del centro de la ciudad).
La rivalidad AIK-Djurgården también se traslada al hockey sobre hielo, que refuerza aún más la tensión entre ambos conjuntos de aficionados y hace que la rivalidad sea algo único para los deportes suecos. Son los únicos dos clubes en Suecia que han ganado más de un campeonato en fútbol y hockey sobre hielo. (AIK ganó 11 en fútbol y 7 en hockey sobre hielo, Djurgården ganó 11 en fútbol y 16 en hockey sobre hielo).

## Partidos
|                                           | Partidos | Victorias  | Victorias | Empates | Goles      | Goles |            | Victorias local | Victorias local | Empates local | Empates local | Victorias visitante | Victorias visitante |
| AIK                                       | Partidos | Djurgården | AIK       | Empates | Djurgården | AIK   | Djurgården | AIK             | Djurgården      | AIK           | Djurgården    |                     |                     |
| ----------------------------------------- | -------- | ---------- | --------- | ------- | ---------- | ----- | ---------- | --------------- | --------------- | ------------- | ------------- | ------------------- | ------------------- |
| Allsvenskan                               | 116      | 45         | 28        | 42      | 160        | 131   | 23         | 17              | 23              | 20            | 22            | 11                  |                     |
| Mästerskapsserien                         | 2        | 1          | 1         | 0       | 4          | 4     | 1          | 1               | 0               | 0             | 0             | 0                   |                     |
| Fyrkantsserien                            | 4        | 1          | 0         | 3       | 8          | 6     | 0          | 0               | 2               | 1             | 1             | 0                   |                     |
| Svenska Serien                            | 18       | 6          | 8         | 4       | 33         | 33    | 2          | 5               | 4               | 0             | 4             | 3                   |                     |
| Stockholmsserien 1                        | 5        | 1          | 4         | 0       | 3          | 17    | 1          | 2               | 0               | 0             | 0             | 2                   |                     |
| Serien                                    | 3        | 0          | 3         | 0       | 2          | 9     | 0          | 2               | 0               | 0             | 0             | 1                   |                     |
| Svenska Cupen                             | 10       | 5          | 4         | 1       | 18         | 13    | 4          | 1               | 1               | 0             | 1             | 3                   |                     |
| Svenska Mästerskapet                      | 6        | 1          | 5         | 0       | 7          | 14    | 1          | 3               | 0               | 0             | 0             | 2                   |                     |
| Svenska Mästerskapet qualifiers           | 1        | 1          | 0         | 0       | 2          | 1     | 1          | 0               | 0               | 0             | 0             | 0                   |                     |
| Stockholms Idrottsförbunds Tävlingar      | 1        | 1          | 0         | 0       | 1          | 0     | 1          | 0               | 0               | 0             | 0             | 0                   |                     |
| Rosenska pokalen                          | 1        | 1          | 0         | 0       | 2          | 0     | 1          | 0               | 0               | 0             | 0             | 0                   |                     |
| Allsvenskan promotion/relegation play-off | 2        | 1          | 0         | 1       | 4          | 3     | 0          | 0               | 1               | 0             | 1             | 0                   |                     |
| Total                                     | 168      | 63         | 53        | 52      | 241        | 231   | 35         | 31              | 31              | 21            | 28            | 22                  |                     |

Una lista de todos los partidos de fútbol entre los equipos se puede encontrar en AIK Statistics Database
| Fecha                    | Lugar              | Resultado | Competición        | Asistencia |
| ------------------------ | ------------------ | --------- | ------------------ | ---------- |
| 30 de mayo de 1905       | Idrottsparken      | 0–2       | Serien             |            |
| 29 de mayo de 1906       | Idrottsparken      | 0–4       | Stockholmsserien 1 |            |
| 12 de junio de 1908      | Idrottsparken      | 0–6       | Stockholmsserien 1 |            |
| 1909                     | Idrottsparken      | 2–1       | Stockholmsserien 1 |            |
| 25 de mayo de 1911       | Råsunda IP         | 0–2       | Svenska Serien     |            |
| 29 de septiembre de 1912 | Råsunda IP         | 0–3       | Svenska Serien     |            |
| 26 de mayo de 1914       | Stockholms Stadion | 2–2       | Svenska Serien     |            |
| 18 de octubre de 1914    | Stockholms Stadion | 1–3       | Svenska Serien     |            |
| 7 de mayo de 1916        | Stockholms Stadion | 4–0       | Svenska Serien     |            |
| 24 de mayo de 1917       | Stockholms Stadion | 0–0       | Svenska Serien     |            |
| 10 de noviembre de 1918  | Stockholms Stadion | 2–2       | Fyrkantsserien     |            |
| 1 de junio de 1919       | Stockholms Stadion | 1–1       | Fyrkantsserien     |            |
| 2 de junio de 1920       | Stockholms Stadion | 0–0       | Svenska Serien     |            |
| 15 de junio de 1922      | Stockholms Stadion | 1–1       | Svenska Serien     |            |
| 2 de septiembre de 1923  | Stockholms Stadion | 5–4       | Svenska Serien     |            |
| 10 de agosto de 1927     | Stockholms Stadion | 2–1       | Allsvenskan        | 6,667      |
| 14 de agosto de 1936     | Stockholms Stadion | 4–1       | Allsvenskan        | 15,694     |
| 10 de mayo de 1946       | Råsunda            | 3–1       | Allsvenskan        | 28,838     |
| 23 de mayo de 1947       | Råsunda            | 5–0       | Allsvenskan        | 26,394     |
| 13 de agosto de 1947     | Råsunda            | 1–1       | Allsvenskan        | 23,015     |
| 26 de mayo de 1950       | Råsunda            | 2–1       | Allsvenskan        | 27,280     |
| 18 de agosto de 1950     | Råsunda            | 1–1       | Allsvenskan        | 23,015     |
| 8 de agosto de 1952      | Råsunda            | 0–0       | Allsvenskan        | 18,896     |
| 14 de abril de 1954      | Råsunda            | 0–0       | Allsvenskan        | 38,448     |
| 12 de agosto de 1954     | Råsunda            | 0–1       | Allsvenskan        | 40,458     |
| 17 de agosto de 1955     | Råsunda            | 3–1       | Allsvenskan        | 32,238     |
| 17 de mayo de 1957       | Råsunda            | 2–1       | Allsvenskan        | 34,640     |
| 9 de mayo de 1958        | Råsunda            | 1–1       | Allsvenskan        | 32,152     |
| 10 de junio de 1959      | Råsunda            | 1–1       | Allsvenskan        | 33,060     |
| 11 de mayo de 1960       | Råsunda            | 1–2       | Allsvenskan        | 29,807     |
| 12 de junio de 1963      | Råsunda            | 1–1       | Allsvenskan        | 38,048     |
| 10 de junio de 1964      | Råsunda            | 0–0       | Allsvenskan        | 35,170     |
| 2 de septiembre de 1965  | Råsunda            | 1–0       | Allsvenskan        | 30,180     |
| 22 de septiembre de 1966 | Råsunda            | 1–0       | Allsvenskan        | 24,051     |
| 24 de agosto de 1967     | Råsunda            | 0–0       | Allsvenskan        | 23,938     |
| 12 de junio de 1968      | Råsunda            | 0–4       | Allsvenskan        | 28,051     |
| 2 de septiembre de 1969  | Råsunda            | 0–1       | Allsvenskan        | 22,573     |
| 9 de septiembre de 1970  | Råsunda            | 1–0       | Allsvenskan        | 20,388     |
| 20 de septiembre de 1971 | Råsunda            | 1–0       | Allsvenskan        | 20,883     |
| 1 de junio de 1972       | Råsunda            | 1–1       | Allsvenskan        | 30,759     |
| 4 de septiembre de 1973  | Råsunda            | 0–3       | Allsvenskan        | 34,584     |
| 12 de septiembre de 1974 | Råsunda            | 3–2       | Allsvenskan        | 23,394     |
| 29 de mayo de 1975       | Råsunda            | 1–2       | Allsvenskan        | 40,669     |
| 2 de septiembre de 1976  | Råsunda            | 5–0       | Allsvenskan        | 22,905     |
| 23 de agosto de 1977     | Råsunda            | 2–0       | Allsvenskan        | 26,157     |
| 21 de septiembre de 1978 | Råsunda            | 0–4       | Allsvenskan        | 17,324     |
| 23 de agosto de 1979     | Råsunda            | 1–1       | Allsvenskan        | 14,294     |
| 17 de junio de 1981      | Råsunda            | 3–0       | Allsvenskan        | 12,543     |
| 22 de mayo de 1986       | Råsunda            | 3–2       | Allsvenskan        | 12,171     |
| 6 de julio de 1988       | Råsunda            | 0–0       | Allsvenskan        | 16,869     |
| 31 de agosto de 1989     | Råsunda            | 1–1       | Allsvenskan        | 9,398      |
| 16 de mayo de 1990       | Råsunda            | 1–0       | Allsvenskan        | 18,948     |
| 30 de mayo de 1991       | Råsunda            | 0–0       | Allsvenskan        | 24,049     |
| 19 de agosto de 1991     | Råsunda            | 3–0       | Mästerskapsserien  | 14,672     |
| 11 de mayo de 1992       | Råsunda            | 4–4       | Allsvenskan        | 13,188     |
| 19 de septiembre de 1995 | Råsunda            | 1–2       | Allsvenskan        | 17,028     |
| 5 de junio de 1996       | Råsunda            | 1–0       | Allsvenskan        | 15,779     |
| 14 de junio de 1999      | Råsunda            | 3–1       | Allsvenskan        | 28,054     |
| 15 de mayo de 2001       | Råsunda            | 1–1       | Allsvenskan        | 27,860     |
| 8 de agosto de 2002      | Råsunda            | 0–3       | Allsvenskan        | 28,334     |
| 2 de junio de 2003       | Råsunda            | 3–3       | Allsvenskan        | 35,197     |
| 23 de septiembre de 2004 | Råsunda            | 1–1       | Allsvenskan        | 18,876     |
| 27 de abril de 2006      | Råsunda            | 3–1       | Allsvenskan        | 34,174     |
| 24 de septiembre de 2007 | Råsunda            | 1–1       | Allsvenskan        | 34,116     |
| 24 de abril de 2008      | Råsunda            | 1–1       | Allsvenskan        | 34,173     |
| 28 de septiembre de 2009 | Råsunda            | 2–0       | Allsvenskan        | 26,241     |
| 2 de mayo de 2010        | Råsunda            | 1–2       | Allsvenskan        | 21,181     |
| 19 de septiembre de 2011 | Råsunda            | 0–1       | Allsvenskan        | 24,639     |
| 8 de mayo de 2012        | Råsunda            | 1–1       | Allsvenskan        | 27,112     |
| 22 de mayo de 2013       | Friends Arena      | 1–1       | Allsvenskan        | 35,311     |
| 13 de agosto de 2014     | Friends Arena      | 1–1       | Allsvenskan        | 28,240     |
| 10 de agosto de 2015     | Friends Arena      | 1–0       | Allsvenskan        | 39,387     |
| 16 de mayo de 2016       | Friends Arena      | 2–0       | Allsvenskan        | 26,109     |

| Fecha                    | Lugar              | Resultado | Competición        | Asistencia |
| ------------------------ | ------------------ | --------- | ------------------ | ---------- |
| 6 de julio de 1902       | Idrottsparken      | 3–0       | Serien             |            |
| 5 de noviembre de 1905   | Idrottsparken      | 4–2       | Serien             |            |
| 31 de julio de 1906      | Idrottsparken      | 3–0       | Stockholmsserien 1 |            |
| 16 de agosto de 1908     | Idrottsparken      | 3–1       | Stockholmsserien 1 |            |
| 1 de octubre de 1911     | Tranebergs IP      | 3–1       | Svenska Serien     |            |
| 27 de abril de 1913      | Stockholms Stadion | 1–4       | Svenska Serien     |            |
| 14 de septiembre de 1913 | Stockholms Stadion | 1–2       | Svenska Serien     |            |
| 2 de junio de 1915       | Stockholms Stadion | 0–6       | Svenska Serien     |            |
| 19 de septiembre de 1915 | Råsunda IP         | 3–1       | Svenska Serien     | 2,000      |
| 29 de octubre de 1916    | Stockholms Stadion | 1–2       | Svenska Serien     |            |
| 31 de mayo de 1918       | Stockholms Stadion | 0–2       | Fyrkantsserien     |            |
| 17 de junio de 1919      | Stockholms Stadion | 3–3       | Fyrkantsserien     |            |
| 1 de julio de 1921       | Stockholms Stadion | 3–2       | Svenska Serien     |            |
| 12 de noviembre de 1922  | Stockholms Stadion | 4–2       | Svenska Serien     |            |
| 9 de mayo de 1924        | Stockholms Stadion | 2–0       | Svenska Serien     |            |
| 9 de mayo de 1928        | Stockholms Stadion | 3–3       | Allsvenskan        | 7,913      |
| 14 de mayo de 1937       | Stockholms Stadion | 1–2       | Allsvenskan        | 10,360     |
| 8 de agosto de 1945      | Stockholms Stadion | 1–3       | Allsvenskan        | 19,294     |
| 16 de agosto de 1946     | Stockholms Stadion | 0–2       | Allsvenskan        | 21,995     |
| 14 de mayo de 1948       | Råsunda            | 1–3       | Allsvenskan        | 25,876     |
| 12 de agosto de 1949     | Råsunda            | 1–1       | Allsvenskan        | 33,737     |
| 22 de mayo de 1951       | Råsunda            | 2–1       | Allsvenskan        | 36,959     |
| 19 de abril de 1953      | Råsunda            | 1–2       | Allsvenskan        | 26,481     |
| 21 de agosto de 1953     | Råsunda            | 2–3       | Allsvenskan        | 24,805     |
| 26 de mayo de 1955       | Råsunda            | 0–2       | Allsvenskan        | 39,696     |
| 25 de mayo de 1956       | Råsunda            | 2–1       | Allsvenskan        | 33,000     |
| 22 de agosto de 1956     | Råsunda            | 2–1       | Allsvenskan        | 23,711     |
| 21 de agosto de 1957     | Råsunda            | 1–1       | Allsvenskan        | 26,048     |
| 15 de agosto de 1958     | Råsunda            | 0–0       | Allsvenskan        | 23,637     |
| 26 de agosto de 1959     | Råsunda            | 4–2       | Allsvenskan        | 38,255     |
| 24 de agosto de 1960     | Råsunda            | 2–0       | Allsvenskan        | 25,932     |
| 11 de septiembre de 1963 | Råsunda            | 3–1       | Allsvenskan        | 43,261     |
| 26 de agosto de 1964     | Råsunda            | 3–0       | Allsvenskan        | 25,718     |
| 9 de junio de 1965       | Råsunda            | 2–2       | Allsvenskan        | 26,747     |
| 25 de mayo de 1966       | Råsunda            | 1–0       | Allsvenskan        | 24,735     |
| 25 de mayo de 1967       | Råsunda            | 1–1       | Allsvenskan        | 44,130     |
| 4 de septiembre de 1968  | Råsunda            | 2–0       | Allsvenskan        | 35,921     |
| 4 de junio de 1969       | Råsunda            | 2–0       | Allsvenskan        | 20,530     |
| 13 de mayo de 1970       | Råsunda            | 4–1       | Allsvenskan        | 25,032     |
| 3 de junio de 1971       | Råsunda            | 1–2       | Allsvenskan        | 26,014     |
| 2 de octubre de 1972     | Råsunda            | 1–2       | Allsvenskan        | 20,141     |
| 7 de junio de 1973       | Råsunda            | 0–4       | Allsvenskan        | 24,161     |
| 14 de mayo de 1974       | Råsunda            | 0–2       | Allsvenskan        | 32,527     |
| 11 de septiembre de 1975 | Råsunda            | 0–0       | Allsvenskan        | 28,639     |
| 10 de junio de 1976      | Råsunda            | 1–1       | Allsvenskan        | 22,121     |
| 2 de junio de 1977       | Råsunda            | 1–1       | Allsvenskan        | 28,272     |
| 11 de mayo de 1978       | Råsunda            | 0–0       | Allsvenskan        | 11,206     |
| 17 de mayo de 1979       | Råsunda            | 0–0       | Allsvenskan        | 23,378     |
| 16 de septiembre de 1981 | Råsunda            | 0–0       | Allsvenskan        | 5,509      |
| 13 de agosto de 1986     | Stockholms Stadion | 0–2       | Allsvenskan        | 10,807     |
| 14 de agosto de 1988     | Råsunda            | 0–0       | Allsvenskan        | 11,063     |
| 11 de mayo de 1989       | Råsunda            | 0–0       | Allsvenskan        | 9,222      |
| 27 de agosto de 1990     | Råsunda            | 2–1       | Allsvenskan        | 13,412     |
| 16 de mayo de 1991       | Råsunda            | 2–1       | Allsvenskan        | 10,384     |
| 30 de agosto de 1991     | Råsunda            | 4–1       | Mästerskapsserien  | 9,844      |
| 21 de mayo de 1992       | Stockholms Stadion | 1–1       | Allsvenskan        | 15,012     |
| 18 de junio de 1995      | Råsunda            | 1–2       | Allsvenskan        | 11,159     |
| 18 de septiembre de 1996 | Råsunda            | 0–2       | Allsvenskan        | 11,020     |
| 30 de agosto de 1999     | Råsunda            | 0–0       | Allsvenskan        | 19,128     |
| 19 de septiembre de 2001 | Råsunda            | 1–2       | Allsvenskan        | 28,060     |
| 13 de abril de 2002      | Råsunda            | 3–4       | Allsvenskan        | 29,423     |
| 1 de septiembre de 2003  | Råsunda            | 2–1       | Allsvenskan        | 30,609     |
| 13 de abril de 2004      | Råsunda            | 3–1       | Allsvenskan        | 32,590     |
| 20 de septiembre de 2006 | Råsunda            | 0–1       | Allsvenskan        | 31,890     |
| 28 de mayo de 2007       | Råsunda            | 3–1       | Allsvenskan        | 32,529     |
| 24 de septiembre de 2008 | Råsunda            | 1–1       | Allsvenskan        | 22,312     |
| 18 de mayo de 2009       | Råsunda            | 0–1       | Allsvenskan        | 21,884     |
| 3 de octubre de 2010     | Råsunda            | 2–1       | Allsvenskan        | 18,511     |
| 4 de abril de 2011       | Råsunda            | 0–0       | Allsvenskan        | 28,931     |
| 16 de septiembre de 2012 | Råsunda            | 0–3       | Allsvenskan        | 30,857     |
| 26 de septiembre de 2013 | Tele2 Arena        | 2–2       | Allsvenskan        | 27,112     |
| 16 de abril de 2014      | Tele2 Arena        | 2–3       | Allsvenskan        | 25,175     |
| 25 de mayo de 2015       | Tele2 Arena        | 2–2       | Allsvenskan        | 27,137     |
| 21 de septiembre de 2016 | Tele2 Arena        | 0–3       | Allsvenskan        | 22,197     |
| 22 de mayo de 2017       | Tele2 Arena        | 0–1       | Allsvenskan        | 25,753     |

### Copa sueca
| Fecha                    | Lugar              | Partidos   | Partidos | Partidos   | Competición                              | Asistencia |
| Fecha                    | Lugar              | Equipo 1   | Marcador | Equipo 2   | Competición                              | Asistencia |
| ------------------------ | ------------------ | ---------- | -------- | ---------- | ---------------------------------------- | ---------- |
| 16 de julio de 1899      | Svea Lifgardes IP  | AIK        | 2–1      | Djurgården | Stockholm Idrottsförbunds Tävlingar      |            |
| 1900                     | Lindarängen        | AIK        | 1–0      | Djurgården | Svenska Mästerskapet, clasificatorios    |            |
| 1900                     | Lindarängen        | AIK        | 2–0      | Djurgården | Rosenska Pokalen, Semifinal              | 2,500      |
| 25 de septiembre de 1904 | Idrottsparken      | Djurgården | 3–2      | AIK        | Svenska Mästerskapet                     |            |
| 25 de septiembre de 1909 | Idrottsparken      | AIK        | 0–3      | Djurgården | Svenska Mästerskapet, segunda ronda      |            |
| 3 de octubre de 1915     | Stockholms Stadion | Djurgården | 2–1      | AIK        | Svenska Mästerskapet, Semifinal          | 4,000      |
| 22 de octubre de 1916    | Stockholms Stadion | AIK        | 3–1      | Djurgården | Svenska Mästerskapet, final              | 7,500      |
| 11 de noviembre de 1917  | Stockholms Stadion | Djurgården | 3–1      | AIK        | Svenska Mästerskapet, final              | 7,256      |
| 18 de agosto de 1922     | Unknown arena      | AIK        | 0–2      | Djurgården | Svenska Mästerskapet, primera ronda      |            |
| 13 de julio de 1947      | Råsunda            | AIK        | 3–2      | Djurgården | Svenska Cupen, cuartos de final          |            |
| 3 de julio de 1949       | Råsunda            | AIK        | 6–1      | Djurgården | Svenska Cupen Quarter Final              |            |
| 7 de abril de 1969       | Unknown arena      | Djurgården | 1–1      | AIK        | Svenska Cupen, cuartos de final          |            |
| 23 de abril de 1969      | Råsunda            | AIK        | 1–0      | Djurgården | Svenska Cupen, cuartos de final (replay) |            |
| 11 de mayo de 1972       | Råsunda            | AIK        | 2–3      | Djurgården | Svenska Cupen, cuartos de final          |            |
| 26 de julio de 1981      | Råsunda            | AIK        | 0–3      | Djurgården | Svenska Cupen, dieciseisavos de final    |            |
| 19 de agosto de 1987     | Råsunda            | Djurgården | 0–3      | AIK        | Svenska Cupen, cuartos de final          |            |
| 20 de abril de 1995      | Råsunda            | AIK        | 1–0      | Djurgården | Svenska Cupen, cuartos de final          |            |
| 8 de agosto de 2002      | Råsunda            | AIK        | 0–1 gg   | Djurgården | Svenska Cupen, Final                     |            |
| 2 de octubre de 2003     | Stockholms Stadion | Djurgården | 2–1 gg   | AIK        | Svenska Cupen, cuartos de final          |            |